# Karina Gidi
Karina Gidi (Xalapa Veracruz, Mèxic, 13 de setembre de 1971) és una actriu mexicana de cinema, teatre i televisió.

## Filmografia
- La Negociadora[5] (2021)
- Un extraño enemigo (2018)
- Los adioses (2018)
- Amor de barrio(2015)
- La guerra de Manuela Jacovic (2014)
- Cuatro lunas (2014)
- Tercera llamada (2013)
- Demasiado amor (2012)
- Colosio, el asesinato (2012)
- Abel (2010)

## Premis i reconeixements
- Premi Ariel per Millor Actriu, per Los adioses (2018)
- Premi de Competència per a Llargmetratge: Esment per a la Millor Actriu, per Los adioses (Festival Internacional de Cinema de Morelia 2017)[6]
- Premi Mayahuel de Plata per Millor Actuació Femenina, Festival Internacional de Cinema de Guadalajara (2011)
- Premi Mayahuel de Plata per Millor Actuació Femenina, Festival Internacional de Cinema de Guadalajara (2013)
- Premi de l'Agrupació de Crítics i Periodistes de Teatre pel muntatge de l'obra Incendios.